# 일본의 로마 가톨릭교회
일본의 로마가톨릭교회는 현재 3개 관구, 16개 교구, 신자 45만 명의 교세를 갖고 있는 일본의 로마 가톨릭 교회이다. 일본 전체 인구의 0.5% 정도를 차지한다.

## 역사

### 기리시단들의 순교
일본의 로마 가톨릭 교회의 역사는 1549년 예수회 선교사인 프란치스코 사비에르가 가고시마에 도착하여 전함으로써 시작되었다. 예수회, 프란치스코 수도회, 도미니코 수도회, 아우구스티누스 수도회등의 로마 가톨릭 교회 선교사들은 교회, 수도원, 학교, 병원 등을 개설하였으며, 1624년경에는 성직자 150 명과 신자 65만 명에 이르는 교세를 갖게 되었다.
일본 로마 가톨릭 교회는 1587년 토요토미 히데요시가 기독교를 금지하는 명령(바테렌 추방령)을 내리면서 탄압받기 시작하였으며, 1597년경에는 나가사키에 26명의 로마 가톨릭 신자(기리시단)와 수도자, 성직자들이 그리스도 믿음을 지키기 위해 순교하였다.

### 노예제도와의 투쟁 그리고 조선인 기리시단
일본의 로마 가톨릭 선교사들은 선교활동만 한 게 아니라, 노예 제도라는 구조악에 맞서싸운 사람들이기도 하다. 로마 가톨릭 교회 수녀인 김옥희 수녀에 의하면 포르투갈 상인들은 임진왜란때 끌려온 조선인 포로들을 노예로 사서 마카오, 인디아, 포르투갈령 식민지에 팔아넘겼는데, 이를 안 예수회 선교사들은 노예상인들을 파문하고, 벌금을 물리기로 결의하였다.또한 노예로 팔린 조선인 포로들은 몸값을 내고, 기리시단 즉, 로마 가톨릭 신자들이 운영하는 나가사키의 학교에서 보호하였다. 그래서 조선인들도 로마 가톨릭을 믿게 되었는데, 이들을 조선인 기리시단이라고 한다. 당시 루이프로에스가 예수회에 보낸 편지에는 다음과 같은 내용이 있다.
여기 나가사키에 있는 조선인 노예들은 남녀노소 삼백 명이 넘는다. 그중 많은 사람들에게 금년에 교리를 가르쳤는데, 그들의 대부분은 2년전에 영세를 받았으며, 거의 전부가 금년에 고해성사를 받았다. 우리는 경험에 의해 조선 백성들이 우리 거룩한 신덕을 받아들일 준비가 되어 있음을 알 수 있다.

조선인 신자들은 오무라 교회에서 신앙 생활했으며, 일본인 순교 성인 중 26 명중 3사람이 조선 사람이라는 주장이 제기될만큼 성실한 신자들이었다. 하지만 교회사학자들은 이러한 주장에는 동의하지 않고 있다.

### 근현대 일본 로마 가톨릭 교회
3세기가 지난후에 1846년 파리 외방전교회가 일본에서 선교활동을 시작하였으며, 교황청에서도 일본대목구장 주교를 임명하여 파견하였다. 하지만 당시 일본에서는 전교가 법으로 금지되어 있었기 때문에, 홍콩에 머무르며 전교활동을 허락받을 때를 기다렸다. 이는 개신교도 사실상 마찬가지 여서, 1859년 입국한 장로교 선교사이자 의학박사인 헵번은 종흥사(宗興寺)라는 절에서 헌신적인 의료봉사를 하며 선교활동이 가능해질 날을 기다렸다.
1857년 쇄국령이 해제되면서 로마 가톨릭 교회 일본대목구 3대 대목구장으로 임명된 베르나르 타디 주교는 영사관 직원들을 위한 선교사 신분으로 도착하였으며 요코하마에 교회를 지었다. 나가사키의 오우라 성당도 이 무렵에 세워졌다. 1889년 일본제국 헌법에 의해 신앙의 자유가 선포되면서 선교사들이 속속 입국하여 각지에 로마 가톨릭 교회를 건설하였다. 1904년 니가타 교구를, 1925년에는 삿포로지역을 각각 선교사들이 맡아서 관리하였다. 또한 각지에 교회, 병원, 학교 등을 세우는 사회선교를 하면서 교회가 다시 성장하기 시작하였다.
1923년부터 히로시마 교구, 1927년 나가사키 교구,센다이교구, 1937년에는 도쿄 교구가, 1939년에 우라와 교구가 일본인 교구장에게 위양되었으며, 1891년부터 교계제도가 시작되었다.
1960년에는 도쿄 대교구의 도이 대주교가 일본인 최초의 로마 가톨릭 교회 추기경에 임명이 되었다.

일본의 가톨릭 교구 구분도

## 교구
도쿄 관구(東京管區)
- 도쿄 대교구 (東京大敎區)
- 니가타 교구 (新潟敎區)
- 사이타마 교구 (さいたま敎區)
- 삿포로 교구 (札幌敎區)
- 센다이 교구 (仙台敎區)
- 요코하마 교구 (横浜敎區)

오사카 관구(大阪管區)
- 오사카-타카마쓰 대교구 (大阪-高松大敎區)
- 히로시마 교구 (広島敎區)
- 교토 교구 (京都敎區)
- 나고야 교구 (名古屋敎區)

나가사키 관구(長崎管區)
- 나가사키 대교구 (長崎大敎區)
- 후쿠오카 교구 (福岡敎區)
- 가고시마 교구 (鹿児島敎區)
- 나하 교구 (那覇敎區)
- 오이타 교구 (大分敎區)

## 같이 보기
- 일본의 기독교